# 愛の死線
『愛の死線』（あいのしせん）は、1978年4月11日から同年7月18日まで日本テレビ系の「火曜劇場」（毎週火曜22:00 - 22:54）で放映されたテレビドラマ。全15回。

## 概要
古山康夫は、父が韓国人、母が日本人。周囲の白い眼と貧困の中でそれまで生きて来た。一方、清沢信子は女子大学卒のOLで、恵まれた家庭の元でそれまで何不自由なく育ってきた。ある日の夜、信子が暴漢に襲われそうになったところを康夫に救われる。これが二人の出会いだった。
ソウル特別市、済州島など韓国国内でもロケを行った。

## キャスト
- 古山康夫：北大路欣也
- 清沢信子：島田陽子
- 清沢友信：神山繁
- 斉藤町子：宮下順子
- 清沢寿子：白川由美
- 古山房江：赤木春恵
- 浜野正造：宍戸錠
- 吉永看守：名古屋章
- 古山達成：加藤嘉
- 高村和也：有川博
- 剛島多加志：佐竹明夫
- 清沢英信：宮崎達也
- 津上勇一：綿引洪
- 野村博史：清水章吾

## スタッフ
- 脚本：石松愛弘、多勢尚一郎
- 演出：野末和夫
- 音楽：高橋五郎
- カバー題字：矢萩春恵